# Kesaj Tchavé
Kesaj Tchavé est un groupe de chants et danses tsiganes de Slovaquie. Fondé en 2000 par Ivan Akimov, il est encadré par une association rom qui réunit à travers des activités artistiques des jeunes des colonies tsiganes de la région des Tatras, en Slovaquie orientale.
Le groupe a notamment joué à l'Olympia à Paris les 29 et 30 octobre 2014 et a été l'objet d'un documentaire diffusé en 2014 sur Arte intitulé Les enfants de la fée. En 2017 une bande dessinée intitulée Le paradis des yeux documente l'aventure du groupe et de son fondateur.